# حجر بن عدی
حجر بن عدی (به عربی: حُجْر ٱبْن عَدِيّ ٱلْكِنْدِيّ) از افراد سرشناس دوره آغازین شیعه بود. وی در جنگ صفین از سوی علی بن ابی طالب فرمانده قبیله کنده بود و در نبرد نهروان فرماندهی پهلوی چپ لشکر وی را بر عهده داشت. وی هم‌چنین از یاران حسن بن علی (امام دوم شیعیان) بود.

## تلفظ نام
تلفظ نام او ظاهراً حُجر بن عَدی (تلفظ می‌شود [hodʒr ebne ædi]) است، هر چند که گاهی حجر بن عُدَی (تلفظ می‌شود [hodʒr ebne odæj]) هم تلفظ می‌شود.
کلمه عدی در میان تمامی قبایل عرب یمنی، به فتح عین تلفظ می‌شد و تنها قبیله طیّ آن را به ضم عین تلفظ می‌کردند و چون حجر از این قبیله نبود، نام پدرش نیز عَدی تلفظ می‌شده‌است. در سریال تلویزیونی «حجر بن عدی» به کارگردانی تاجبخش فناییان، عدی به ضم عین تلفظ می‌شود.

## بحث دربارهٔ تابعی یا صحابه بودن
صحابه کسانی هستند که شخصاً محمد پیامبر اسلام را دیده‌اند و در زمان حیات او اسلام آورده‌اند و با ایمان از دنیا رفته‌اند. اما تابعی کسی است که اصحاب محمد را دیده و نه خود او را.
ابن حجر از برخی علماء چون بخاری، ابو حاتم رازی، ابن حبان و خلیفه بن خیاط نقل کرده که معتقد بودند حجر بن عدی از صحابه نیست، بلکه تابعی است این در حالی است که کسانی چون ذهبی، ابن اثیر و ابن حجر و.. در کتب تراجم و رجال همانند طبقات ابن سعد، اسدالغابه، اصابه، استیعاب، مستدرک حاکم، سیر اعلام النبلاء، تاریخ ابن کثیر، تاریخ الاسلام ذهبی او را صحابی بزرگ محمد می‌دانند. آن چیزی هم که معلوم است نقش حجر در زمان خلفای نخستین پررنگ و مشخص می‌باشد.
بعضی از علمای سنی دوره اموی، صحابی بودن حجر را انکار کرده‌اند.

## قیام علویان کوفه به رهبری حجر بن عدی
حجر از علویان و فرماندهی علی بن ابی‌طالب و از قبیله کنده بود. او به صلح حسن بن علی و معاویه اعتراض داشت، اما همواره مدافع اهل بیت و حسن بن علی بود. شور و هیجان مبارزاتی و احساس دینی حجر، او را محبوب علویان کوفه ساخت؛ تا جایی که وی را به بزرگی و رهبری مبارزه با آل امیه قبول داشتند.
با مرگ مغیره بن شعبه، زیاد بن سمیه والی کوفه شد و شش ماه در آنجا و شش ماه در بصره بود. ابن سمیه حجر را بخود نزدیک ساخت و او را گرامی داشت، ولی هنگامی که به بصره می‌رفت، به حجر دربارهٔ رفتارش نصیحت کرد. با رفتن زیاد به بصره، علویان فرصت یافتند تا پیرامون حجر گرد آیند. هنگامی که عمرو بن حریث جانشین زیاد به آنان اعتراض کرد، وی را سنگسار کرده، به قصر راندند و بر شهر چیره شدند. عمرو نیز اوضاع شهر را به آگاهی زیاد رسانید و او نیز پس از چند روز به کوفه آمد و با احضار بزرگان و اشراف کوفه دستور داد هر کدام اعضای قبیله خود را از سپاه حجر جدا کنند. نخبگان قبایل کوفه نیز چنان کردند اما همچنان سپاه حجر قابل توجه بود. زیاد می‌دانست توان رویارویی با حجر را ندارد، از اشراف یمنی خواست که به حجر حمله کنند. حجر برای جلوگیری از جنگ داخلی، دستور به پراکندگی یارانش داد و خود نیز به پناه برخی بزرگان علوی کوفه رفت. زیاد از محمد اشعث کندی خواست حجر را دستگیر کند. حجر پیام داد اگر به او امان دهد و نزد معاویه بفرستد، خود را تسلیم می‌کند. زیاد قبول کرد. حجر تسلیم شد و زیاد او را زندانی نمود. یکی از یاران حجر به نام عمرو بن حمق خزاعی به موصل فرار کرد، اما مأموران والی او را دستگیر کردند و کشتند.
زیاد به سران چهار ناحیه کوفه دستور داد شهادت نامه ای علیه حجر برای معاویه بنویسند. آنان نیز شهادت دادند. هفتاد نفر از سران کوفه از جمله ابوبرده بن ابوموسی اشعری و محمد بن اشعث. زیاد حجر را به نزد معاویه فرستاد. وی دستور داد آنان را در مرج عذرا نگه دارند. معاویه در آن ناحیه او را بکشت.
هنگامی که عایشه خبر کشته شدن حجر را شنید، گفت «محمد گفت: در مرج عذرا عده ای کشته می‌شوند که خدا و اهل آسمان ناراحت می‌شوند».

## کشته شدن
معاویه ابن ابوسفیان در زمان علی برخی از علویان معترض به خود، از جمله حجر بن عدی را به قتل رسانید. عده‌ای نیز معتقدند که پس از مرگ حسن و رفت‌وآمد بزرگان عراق و اشراف حجاز با حسین دست‌نشاندگان معاویه به دستور او سختگیری بیشتری نسبت به علویان، به‌خصوص علویان کوفه می‌کردند و بعضی از چهره‌های سرشناس علوی را به قتل می‌رساندند. یکی از آنان حجربن عدی کندی بود. مرج عذرا نخست توسط حجر بن عدی فتح شد و سرانجام نیز خود در این مکان کشته شد. مزار او از سوی شیعیان زیارت می‌شود.

## دیدگاه اهل سنت و اهل تشیع نسبت به او
اهل سنت به دلیل صحابی بودن او را محترم می‌دانند؛ و از او با لقب حجرالخیر نام می‌برند. ابن اثیر می‌نویسد: «وهو المعروف بحجر الخیر.. وفد عَلَی النَّبِیّ صَلَّی اللَّهُ عَلَیْهِ وَسَلَّمَ هو و أخوه هانئ، و شهد القادسیة، وکان من فضلاء الصحابة» و او معروف است به حجر الخیر.. و از بزرگان صحابه بوده (اسد الغابة۱/۴۶۱ دارالفکر)
ابن سعد (ت:۲۳۰ه) می‌نویسد: «وکان ثقة معروفاً» از افراد مورد اعتماد بود.
شیعیان به دلیل همراهی او با علی بن ابی طالب و مبارزه با معاویه برای او حرمت بالایی قائل هستند.

## ویران کردن آرامگاه در دمشق
در تاریخ ۲ مه ۲۰۱۳ (۱۲ اردیبهشت ۱۳۹۲) در جریان جنگ داخلی سوریه آرامگاه او که در منطقه مرج عذراء در حومه منطقه غوطه در اطراف دمشق قرار داشت، توسط مخالفان بشار اسد و گروهی نظامی به نام جبهه نصرت با گرایش سلفی، تخریب شد و قبر او نبش گردید و چنان‌که برخی رسانه‌ها گفته‌اند پیکر او ربوده و به مکانی نامعلوم منتقل شد.
به اعتقاد کارشناسان مسائل دینی و فرهنگی هدف این گروه از نبش قبر، گم کردن قبر و محل دفن وی و جلوگیری از ساخته شدن حرمی توسط شیعیان در این محل بوده‌است.
با این اقدام تجمع‌های اعتراض‌آمیز فراوانی از سوی شیعیان برگزار شده‌است.
این اقدام از سوی دولت‌های ایران و سوریه و عراق و همچنین حزب‌الله لبنان و مراجع تقلید از جمله سید علی سیستانی، ناصر مکارم شیرازی، صافی گلپایگانی، سید محمدسعید حکیم، سبحانی و … محکوم شد. و هم چنین تعطیلی حوزه‌های علمیه در اعتراض به این واقعه اتفاق افتاد
پیش از این قبر عبدالسلام الاسمر از نوادگان حسن در لیبی تخریب گردیده بود و اندکی پس از این رویداد قبر جعفر طیار نیز در اردن آتش زده شد.

## بازتاب ویران کردن آرامگاه

### ایران
- قم:مراجع تقلید دروس خارج فقه و اصول خود را تعطیل کردند.[۱۹]
- برخی مراجع تقلید از جمله مکارم شیرازی و صافی بیانیه‌ای اعتراضی منتشر کردند.
- حسین امیرعبداللهیان معاون وزیر خارجه ایران نبش قبر و هتک حرمت مقبره «حجر بن عدی» از صحابه را محکوم کرد.[۲۴]

### عراق
- در اعتراض به تخریب قبر حجر بن عدی دروس حوزه‌های علمیه در نجف تعطیل شد.[۱۹][۲۵]

### مصر
- شیخ منصور مندور از علمای الازهر در گفتگو با العالم اقدام تخریب کنندگان را محکوم کرد.[۲۶]

### یمن
- عبدالملک الحوثی رهبر شیعیان یمن در بیانیه‌ای تخریب قبر حجر بن عدی را محکوم کرد.[۲۷]

## انتشار تصاویر «محروس الشربجی» به جای «حجر بن عدی»
در پی تخریب قبر حجر بن عدی، در سوریه و انتشار خبر نبش قبر وی، تصاویری در اینترنت و رسانه‌ها منتشر شد که مدعی انتساب آن تصاویر به پیکر حجر بن عدی بود.
بررسی‌های سایت شیعی شفقنا (پایگاه بین‌المللی همکاری‌های خبری شیعه) نشان داد که این تصویر باید متعلق به یک شهروند سوری به نام (محروس الشربجی) باشد که در درگیری‌های
شهر حزه سوریه کشته شده بود امّا به حجر بن عدی نسبت داده شده بود.
یک ویدئو که روز ۱ می ۲۰۱۳ (۱۲ اردیبهشت ماه) بر روی یوتیوب منتشر شده بود پیکر فردی را نشان می‌دهد که گوینده او را محروس الشربجی یکی از قربانیان درگیری‌های سوریه معرفی می‌کند. بر اساس خبر و ویدئوی شفقنا او همان فردی است که بعداً تصویرش به صورت فراگیری در رسانه‌های اینترنتی منتسب به پیکر حجر بن عدی شد.